# Давидів (Словаччина)
Давидів або Давідов (словац. Davidov) — село в Словаччині, у Врановському окрузі Пряшівського краю. Розташоване в східній частині Словаччини. Протікає річка Ольшава.
Уперше згадується у 1361 році.

## Пам'ятки
У селі є греко-католицька церква Вознесіння Господа (1780) в стилі бароко збудована на фундаменті старішого храму та римо-католицький костел (XXI століття).

## Населення
| Рік:            | 1994. | 2004.   | 2014.   | 2024.   |
| --------------- | ----- | ------- | ------- | ------- |
| Кількість осіб: | 873   | 844     | 798     | 767     |
| Різниця:        |       | -3,32 % | -5,45 % | -3,88 % |

| Рік:            | 2023. | 2024.   |
| --------------- | ----- | ------- |
| Кількість осіб: | 774   | 767     |
| Різниця:        |       | -0,90 % |

У селі проживає 829 осіб.
Національний склад населення (за даними перепису 2001 року):
- словаки — 99,65 %
- чехи — 0,23 %
- українці — 0,12 %

Склад населення за приналежністю до релігії станом на 2001 рік:
- греко-католики — 77,48 %,
- римо-католики — 20,90 %,
- протестанти — 0,81 %,
- православні — 0,12 %,
- не вважають себе віруючими або не належать до жодної вищезгаданої церкви- 0,35 %

## Географія
Протікає Цабовський потік.